# Alligator Creek Falls
Alligator Creek Falls – wodospad położony w Australii (Queensland), na rzece Alligator Creek, o wysokości 149 metrów i średniej szerokości 12 metrów. Leży na terenie parku Bowling Green Bay National Park